# 5uu's
5uu's var en avant garde/progressiv rock-grupp bildad av David Kerman i Los Angeles 1984. Bandet var aktivt mellan 1984 och 1988 samt mellan 1994 och 2004.

## Medlemmar
- Dave Kerman (1984–2004) – trummor, keybord, gitarr, sång
- Greg Conway (1984–1987) – gitarr
- Jon Beck (1984–1987) – basgitarr
- Curt Wilson (1984–1987) – sång
- Sanjay Kumar (1986–2000) – keyboard
- Bob Drake (1994–1997) – elbas, gitarr, fiol, sång
- Deborah Perry (2000–2004) – sång
- Udi Koomran (2002–2004) – ljud

## Diskografi
Studioalbum
- 1986 Bel Marduk & Tiamat (LP U:r Records, USA)
- 1988 Elements (med Motor Totemist Guild) (LP Rotary Totem Records, USA)
- 1994 Hunger's Teeth (CD Recommended Records, Storbritannien)
- 1997 Crisis in Clay (CD Recommended Records, Storbritannien)
- 2000 Regarding Purgatories (CD Cuneiform Records, USA)
- 2002 Abandonship (CD Cuneiform Records, USA)

Samlingsalbum
- 1996 Point of Views (CD, Cuneiform Records, USA)

EP
- 2004 Tel Aviv Construction Events 1–3 (Recommended Records, USA)

Singles
- 1986 Barcode (Misery Loves Company / Hot & Cold Frog) (U:r Records, USA)